# Раденко Мандић
Раденко Мандић (Виљуша, код Чачка, 5. јун 1917 — Београд, 14. децембар 1988) био је учесник Народноослободилачке борбе, друштвено-политички радник СР Србије и народни херој Југославије.

## Биографија
Рођен је 5. јуна 1917. у селу Виљуша, код Чачка. Детињство је провео у родном селу, где је завршио и основну школу. Гимназију је почео да похађа у Чачку, али родитељи, који су имали седморо деце, нису могли да га издржавају. Прекинуо је школовање и почео да учи металостругарски занат у Војнотехничком заводу у Чачку, који је завршио 1934. године. Ту је радио, као калфа, до 1939. године, када је отишао на одслужење војног рока, где га је затекао Априлски рат 1941. године.
Још док је учио занат, дружио се с радницима и учестововао у свим акцијама (штрајковима, демонстрацијама) радничког покрета у Чачку. Априла 1941. постао је члан Комунистичке партије Југославије (КПЈ), а убрзо затим секретар Среског комитета СКОЈ и члан Среског комитета КПЈ за трнавски срез.

### Народноослободилачка борба
У периоду припремама оружаног устанка 1941, био је врло активан. Почетком августа ступио је у Прву трнавску чету Чачанског партизанског одреда „Др Драгиша Мишовић“, у којој је био заменик командира. У нападу на жандармеријску станицу у Гучи, 17. августа 1941, први је с десет бомбаша упао у варошицу, и изненадио непријатеља. У борби против Немаца у селу Заблаћу, код Липничког моста, 23. августа 1941, захваљујући њему, уништена је цела непријатељска посада у првом камиону, а у селу Јежевици, код Косовског бунара, 27. септембра 1941, његовом заслугом заробљена су тројица немачких војника и камион у коме је било оружја, муниције, војничке опреме и разних намирница. После ове успешне борбе, Мандић је довезао заплењени камион у село Бањицу, код Иконића кућа, што је изазвало велику радост међу борцима Чачанског партизанског одреда.
У ослобођеном Чачку, у току октобра и новембра 1941. године, био је командант партизанске милиције, која је у позадини одржавала ред. Милиција, предвођена Мандићем, дала је жесток отпор четничком нападу на Чачак 7. новембра 1941. године. Крајем новембра, после продора јаких непријатељских формација на слободну територију чачанског краја, и повлачења дела снага Чачанског партизанског одреда у Санџак и Босну, Мандић је, по задатку Партије остао у чачанском крају због одржавања везе с партизанима и давања отпора непријатељу.
У једној пећини у селу Бањици, код манастира Стјеника, 1. марта 1942. године, био је опкољен од четника, али је успео да се пробије из блокаде и убије једног четника. Због тога му је четнички командант Милоје Мојсиловић, после свирепог мучења, убио оца Радисава. А у ноћи између 18. и 19. маја 1942. године, четници и недићевци опколили су кућу његовог ујака Велимира Тодоровића, у селу Негришорима, код кога се Раденко крио. Он се налазио на штали, одакле је бацио бомбу, убио једног четника, искористио збуњеност и пометњу непријатеља и побегао. Непријатељи су отерали Велимира и његову породицу у Гучу, где су их свирепо мучили, а нарочито Велимира, кога су затим и стрељали.
Одлуком Окружног комитета КПЈ за Чачак, 11. октобра 1942, обновљен је Чачански партизански одред „Др Драгиша Мишовић“, а за команданта је постављен Раденко Мандић. Одред није био бројно велики, али је значио огромну моралну подршку преживелим партизанским борцима, њиховим породицама и сарадницима.
Окупатор је неколико пута безуспешно покушавао да ухвати Раденка. Тако је, 21. фебруара 1942. године, објављено у дневној штампи и преко огласа да ће свако ко ухвати живог или убије „истакнутог комунисту Раденка Мандића, добити награду од 50.000 динара“. Када је, 5. октобра 1943. године, на планини Руднику формирана Прва шумадијска бригада, Мандић је ступио у њу и био заменик команданта Другог батаљона. Крајем новембра 1943, из Пријепоља је отишао у Официрску школу у Пљевља, а затим у Беране.
Потом је ступио у Трећу српску бригаду, где је, такође, био заменик команданта батаљона. Када су, у августу 1944, снаге НОВ и ПОЈ прешле у Србију, Раденко је прешао у Одељење за заштиту народа (ОЗН) за Србију, а затим је постављен за шефа Озне Тринаестог српског корпуса, па за шефа Озне за источну Србију.

### Послератни период
Кратко време био је у Озни у Крагујевцу, а затим је, почетком 1946, дошао у Београд, где је завршио Школу за унутрашњу управу. Био је референт, шеф одсека, помоћник начелника, начелник и помоћник Републичког секретара у Секретаријату за унутрашње послове Србије (РСУП). У периоду јануар-март 1946. године учествовао је у акцији хапшења Драгољуба Драже Михаиловића, коме је лично везао лисице.
Године 1944. био је већник Првог сазива Антифашистичке скупштине народног ослобођења Србије (АСНОС), а од 1965. до 1969. посланик Савезне, а од 1969. до 1974. посланик Скупштине СР Србије. Остао је упамћен као једини посланик републичке супштине који је 1974. гласао против доношења новог Устава. Председавајући Скупштине је после гласања констатовао да је један посланик гласао против Устава, на шта је Мандић одговорио речима — Против није гласао један посланик, него Раденко Мандић.
Умро је 14. децембра 1988. у Београду и сахрањен је у Алеји народних хероја на Новом гробљу у Београду.
Носилац је Партизанске споменице 1941. и више других југословенских одликовања, међу којима су — Орден заслуга за народ са златном звездом, Орден за војне заслуге са великом звездом, Ордена партизанске звезде са сребрним венцем, Ордена братства и јединства са сребрним венцем, два Ордена за храброст и Ордена партизанске звезде са пушкама. Орденом народног хероја одликован је 20. децембра 1951. године.